# Aaron Donald
Aaron Charles Donald (Pittsburgh, 23 maggio 1991) è un ex giocatore di football americano statunitense che ha militato nel ruolo di defensive tackle per tutti i suoi 10 anni di carriera per i Los Angeles Rams della National Football League (NFL). Fu scelto come tredicesimo assoluto nel Draft NFL 2014. Al college ha giocato a football per l'Università di Pittsburgh. Donald è stato premiato come rookie difensivo dell'anno nella stagione 2014 e come difensore dell'anno per tre volte in carriera (2017, 2018, 2020), massimo nella storia NFL, ed è considerato uno dei migliori giocatori della NFL e uno dei migliori defensive tackle di sempre.

## Carriera universitaria
Donald giocò con i Pittsburgh Panthers dal 2010 al 2013. Nella sua ultima stagione, dopo avere totalizzato 41 tackle (26,5 dei quali con perdita di yard degli avversari), 10 sack e forzato 4 fumble, fu premiato col Bronko Nagurski Trophy e il Chuck Bednarik Award come difensore dell'anno, con il Lombardi Award come miglior giocatore della linea difensiva e con l'Outland Trophy come miglior interior lineman.
Premi e riconoscimenti
- Difensore della ACC dell'anno (2013)
- Outland Trophy (2013)
- Bronko Nagurski Trophy (2013)
- Chuck Bednarik Award (2013)
- Lombardi Award (2013)

Statistiche
| Anno     | Squadra    | Gare | Tackle | Tackle | Tackle | Tackle     | Sack       | Difesa sui passaggi | Difesa sui passaggi | Difesa sui passaggi | Difesa sui passaggi | Fumble     | Fumble | Blocchi | Blocchi |
| Anno     | Squadra    | Gare | Sol    | Ass    | Tot    | TFL – Yard | N. – Yard  | Int – Yard          | BU                  | PD                  | Qbh                 | Rec – Yard | FF     | Calci   | Saf     |
| -------- | ---------- | ---- | ------ | ------ | ------ | ---------- | ---------- | ------------------- | ------------------- | ------------------- | ------------------- | ---------- | ------ | ------- | ------- |
| 2010     | Pittsburgh | 13   | 8      | 3      | 11     | 3.0 – 18   | 2.0 – 17   | 0 – 0               | 0                   | 2                   | 5                   | 0 – 0      | 0      | 0       | 0       |
| 2011     | Pittsburgh | 13   | 22     | 25     | 47     | 16.0 – 77  | 11.0 – 63  | 0 – 0               | 0                   | 4                   | 11                  | 0 – 0      | 1      | 0       | 0       |
| 2012     | Pittsburgh | 12   | 42     | 22     | 64     | 18.5 – 78  | 5.5 – 36   | 0 – 0               | 0                   | 2                   | 11                  | 0 – 0      | 1      | 0       | 0       |
| 2013     | Pittsburgh | 12   | 41     | 13     | 54     | 26.5 – 130 | 10.0 – 73  | 0 – 0               | 0                   | 2                   | 16                  | 0 – 0      | 4      | 1       | 0       |
| Carriera | Carriera   | 50   | 113    | 63     | 176    | 64.0 – 303 | 28.5 – 149 | 0 – 0               | 0                   | 10                  | 43                  | 0 – 0      | 6      | 1       | 0       |

## Carriera professionistica

### St. Louis/Los Angeles Rams

#### Stagione 2014
Donald fu scelto come tredicesimo assoluto del Draft 2014 dai St. Louis Rams. Debuttò come professionista subentrando nella partita della settimana 1 contro i Minnesota Vikings e mettendo a segno 4 tackle. La settimana successiva fece registrare il suo primo sack ai danni di Josh McCown dei Tampa Bay Buccaneers. La prima partita come titolare la giocò nel Monday Night Football della settimana 6 contro i San Francisco 49ers. La domenica seguente, con un sack su Russell Wilson contribuì alla vittoria sui Seattle Seahawks campioni in carica. Nella settimana 11, i Rams batterono a sorpresa i Denver Broncos, la squadra col miglior record della AFC con Donald che mise a segno un sack su Peyton Manning. Fece registrare un sack anche in ognuna delle quattro partite successive, arrivando a quota otto con quello del quindicesimo turno contro i Cardinals. La sua prima stagione si chiuse guidando tutti i rookie con nove sack (secondo nella squadra dietro Robert Quinn), oltre a 47 tackle e 2 fumble forzati, venendo convocato per il Pro Bowl e premiato come rookie difensivo dell'anno. Fu inoltre inserito al 92º posto nella NFL Top 100, la classifica dei migliori cento giocatori della stagione

#### Stagione 2015

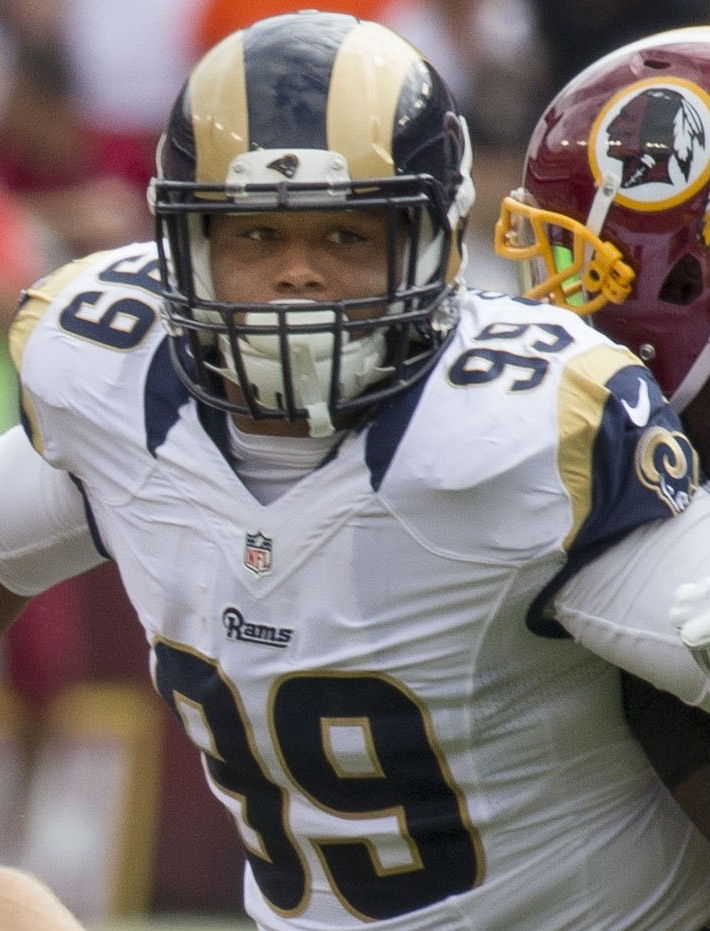
Donald nel 2015

Nella prima gara della stagione 2015, Donald mise a segno 9 tackle e 2 sack nella vittoria ai supplementari sui Seahawks che gli valsero il premio di miglior difensore della NFC della settimana. Vinse nuovamente tale riconoscimento nella settimana 14 con tre sack contro i Lions che lo portarono a quota 11 in stagione. A fine stagione fu convocato per il secondo Pro Bowl in carriera ed inserito nel First-team All-Pro.

#### Stagione 2016
Nel 2016, i Rams fecero ritorno a Los Angeles, da dove la franchigia mancava dal 1994. L'annata però iniziò nella peggiore maniera possibile, con la squadra che fu sconfitta nettamente nella prima gara contro i Rams e Donald fu espulso per un contatto con un arbitro. A fine stagione fu convocato per il terzo Pro Bowl in carriera e inserito nel First-team All-Pro dopo avere messo a segno 47 tackle e 8 sack.

#### Stagione 2017
Nella settimana 15 del 2017, Donald mise a segno un massimo stagionale di tre sack su Russell Wilson nella vittoria in casa dei Seahawks. La sua annata si chiuse con 41 tackle, 11 sack e 5 fumble forzati, venendo convocato per il suo quarto Pro Bowl e inserito nuovamente nel First-team All-Pro. Il 3 febbraio 2018 divenne il primo giocatore della storia dei Rams ad essere premiato come miglior difensore dell'anno della NFL.

#### Stagione 2018
Nel settimo turno della stagione 2018 Donald mise a segno un primato personale di 4 sack nella vittoria sui San Francisco 49ers, venendo premiato come miglior difensore della NFC della settimana. Alla fine di ottobre fu premiato anche difensore della NFC del mese in cui totalizzò 8 sack, 10 tackle for loss e forzò un fumble, mentre i Rams si mantennero imbattuti. Nel Monday Night Football della settimana 11, nella sfida di alta classifica contro i Kansas City Chiefs, Donald forzò due fumble su altrettanti sack sul quarterback Patrick Mahomes. Da entrambi quei palloni scaturirono dei touchdown per i Rams, decisivi ai fini del 54-51 finale. Nel penultimo turno fu premiato nuovamente come difensore della settimana grazie a 3 sack contro i Cardinals che lo fecero arrivare a quota 19,5 in stagione, un primato di franchigia dei Rams e un nuovo record NFL stagionale per un defensive tackle che batté i 18 di Keith Millard nel 1988. A fine stagione fu convocato per il suo quinto Pro Bowl, inserito nel Fist-team All-Pro e premiato nuovamente come difensore dell'anno dopo avere guidato la NFL con 20,5 sack. Nei playoff, i Rams batterono i Cowboys e i Saints, qualificandosi per il loro primo Super Bowl dal 2001. Il 3 febbraio 2019 nel Super Bowl LIII furono battuti per 13-3 dai New England Patriots in una battaglia difensiva.

#### Stagione 2019
Nell'undicesimo turno della stagione 2019 Donald fu premiato come difensore della settimana della NFC dopo avere fatto registrare 4 tackle, 2 sack e un passaggio deviato nella vittoria sui Chicago Bears. A fine stagione fu convocato per il suo sesto Pro Bowl e inserito nel First-team All-Pro dopo avere messo a segno 12,5 sack.

#### Stagione 2020

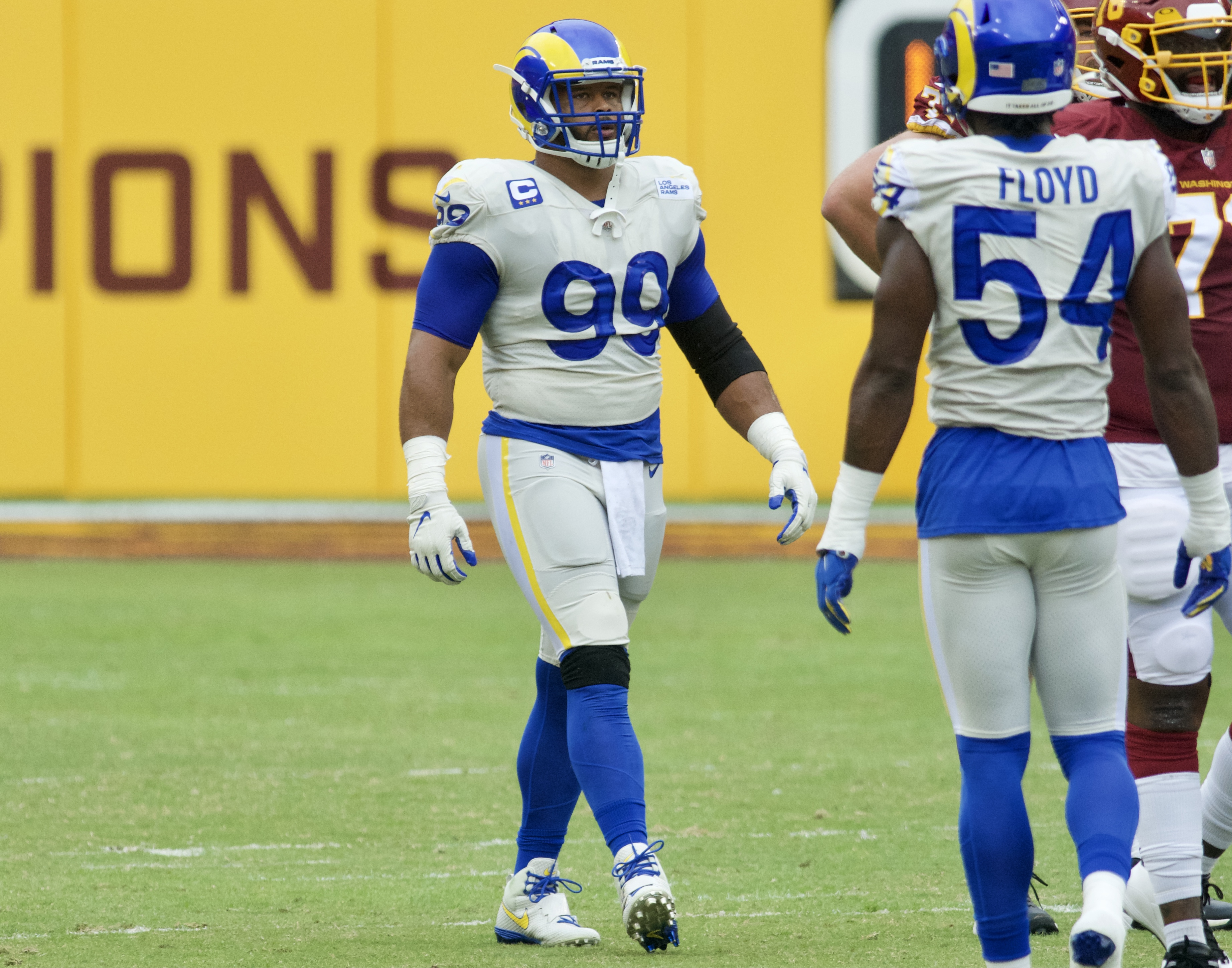
Donald nella gara contro Washington nel 2020

Nel quinto turno Donald pareggiò il proprio primato personale con 4 sack e un fumble forzato contro il Washington Football Team, venendo premiato come difensore della NFC della settimana. La sua annata si chiuse al secondo posto nella NFL con 13,5 sack, venendo convocato per il suo settimo Pro Bowl (non disputato a causa della pandemia di COVID-19) e venendo incluso per la sesta volta consecutiva nel First Team All-Pro.
Nel turno delle wild card dei playoff contro i Seattle Seahawks, Donald mise a segno due sack su Russell Wilson nella vittoria per 30–20. La settimana successiva non riuscì a incidere a causa di un infortunio alle costole rimediato nel turno precedente, con i Rams che furono eliminati dai Green Bay Packers.
Il 6 febbraio venne nominato per la terza volta in carriera difensore dell'anno, massimo nella storia NFL insieme a Lawrence Taylor e J.J. Watt.

#### Stagione 2021
Nel 14º turno Donald disputò la miglior gara della stagione mettendo a segno 3 sack, 2 tackle con perdita di yard e un passaggio deviato nella vittoria nella sfida di alta classifica contro i Cardinals, venendo premiato come difensore della NFC della settimana. Alla fine di dicembre vinse il titolo di difensore della NFC del mese in cui mise a segno almeno un sack in ogni partita, totalizzandone sei. A fine stagione fu convocato per il suo ottavo Pro Bowl e inserito nel First-team All-Pro dopo 12,5 sack e 4 fumble forzati. Il 13 febbraio 2022 scese in campo nel Super Bowl LVI vinto contro i Cincinnati Bengals 23-20, mettendo a segno 4 tackle e 2 sack e conquistando il suo primo titolo.

#### Stagione 2022
Nella vittoria del terzo turno contro i Cardinals, Donald mise a segno il centesimo sack in carriera. Fu solamente il secondo giocatore a militare principalmente nel ruolo di defensive tackle dal 1982 (in cui i sack divennero una statistica ufficiale) a raggiungere tale traguardo, dopo John Randle. A fine stagione fu convocato per il suo nono Pro Bowl dopo 5 sack in 11 partite.

#### Stagione 2023
Nella sua ultima stagione Donald fu convocato per il suo decimo Pro Bowl e inserito nel First-team All-Pro dopo avere messo a segno 53 placcaggi e 8 sack. Divenne così il secondo giocatore della storia dopo Barry Sanders ad avere giocato almeno dieci stagioni ed essere stato convocato per il Pro Bowl in ognuna di esse. I Rams si classificarono al secondo posto della division, qualificandosi per i playoff, dove furono eliminati nel primo turno dai Detroit Lions.

#### Ritiro
Il 15 marzo 2024 Donald annunciò il suo ritiro dal football professionistico dopo dieci anni di carriera nella NFL.

## Palmarès

### Franchigia
- Super Bowl : 1

Los Angeles Rams: LVI
- National Football Conference Championship: 2

Los Angeles Rams: 2018, 2021

### Individuale
- Miglior difensore dell'anno della NFL: 3 (record)

2017, 2018, 2020
- Convocazioni al Pro Bowl: 10

2014, 2015, 2016, 2017, 2018, 2019, 2020, 2021, 2022, 2023
- First-team All-Pro: 8

2015, 2016, 2017, 2018, 2019, 2020, 2021, 2023
- Rookie difensivo dell'anno - 2014

- PFWA All-Rookie Team - 2014
- Leader della NFL in sack / Deacon Jones Award: 1

2018
- Difensore della NFC del mese: 2

ottobre 2018, dicembre 2021
- Difensore della NFC della settimana: 7

1ª e 14ª del 2015, 4ª del 2016, 7ª e 16ª del 2018, 11ª del 2019, 5ª del 2020, 14ª del 2021
- Formazione ideale della NFL degli anni 2010

### Stagione regolare
| Stagione | Stagione  | Stagione | Stagione | Difesa  | Difesa  | Difesa  | Difesa | Difesa | Difesa |
| Anno     | Squadra   | P        | PT       | T. tot. | T. sol. | T. ass. | Sack   | Int.   | F. F.  |
| -------- | --------- | -------- | -------- | ------- | ------- | ------- | ------ | ------ | ------ |
| 2014     | STL       | 16       | 12       | 48      | 38      | 10      | 9,0    | 0      | 2      |
| 2015     | STL       | 16       | 16       | 69      | 44      | 25      | 11,0   | 0      | 0      |
| 2016     | L.A. Rams | 16       | 16       | 47      | 36      | 11      | 8,0    | 0      | 2      |
| 2017     | L.A. Rams | 14       | 14       | 41      | 32      | 9       | 11,0   | 0      | 5      |
| 2018     | L.A. Rams | 16       | 16       | 59      | 41      | 18      | 20,5   | 0      | 4      |
| 2019     | L.A. Rams | 16       | 16       | 48      | 29      | 19      | 12,5   | 0      | 2      |
| 2020     | L.A. Rams | 16       | 16       | 45      | 27      | 18      | 13,5   | 0      | 4      |
| 2021     | L.A. Rams | 17       | 17       | 84      | 38      | 46      | 12,5   | 0      | 4      |
| 2022     | L.A. Rams | 11       | 11       | 49      | 27      | 22      | 5,0    | 0      | 1      |
| 2023     | L.A. Rams | 16       | 16       | 53      | 28      | 25      | 8,0    | 0      | 0      |
| Totale   | Totale    | 154      | 150      | 543     | 340     | 203     | 111,0  | 0      | 24     |

Fonte: Football Database
In grassetto i record personali in carriera